# Zero Point Module
O'Neill: "ha sprecato una spiegazione perfettamente esposta..."»
Lo ZPM (sigla dell'inglese Zero Point Module) è un dispositivo alieno immaginario dell'universo fantascientifico di Stargate, che gioca un ruolo fondamentale soprattutto nella serie Stargate Atlantis.

## Caratteristiche
Uno ZPM è in grado di generare una quantità immensa di energia utilizzando l'energia del punto zero che deriva da un fenomeno noto come schiuma quantistica (wormhole a livello subatomico che si aprono e chiudono costantemente nel subspazio). Uno ZPM contiene una regione di subspazio creata artificialmente dal quale l'energia viene estratta. Questo processo è termodinamicamente irreversibile, per cui uno ZPM si consuma lentamente con l'uso.
La tecnologia ZPM fu creata dagli Antichi ed è a base di cristalli (come molti dei dispositivi degli Antichi). Verso la fine della guerra con i Wraith, gli Antichi cercarono di creare una tecnologia ancora più potente dello ZPM, nel Progetto Arcturus, fallendo nel proprio intento.
La città di Atlantide fu dotata dagli Antichi della possibilità di usare fino a tre ZPM per funzionare a pieno regime. Un solo ZPM è tuttavia sufficiente per un funzionamento parziale degli impianti della città (per esempio gli scudi).
Alimentando uno stargate con uno ZPM è anche possibile stabilire un collegamento con un'altra galassia (per esempio dalla Via Lattea a Pegaso, la galassia di Atlantide). Esiste tuttavia anche la possibilità di stabilire questo tipo di wormhole usando un'altra fonte di alimentazione (per esempio lo ZPM artigianale creato da O'Neill sotto l'influenza del sapere degli Antichi).

## ZPM noti
Elencati nell'ordine in cui furono ritrovati.
| Luogo                                        | Quantità    | Condizioni               | Posizione attuale             | Note |
| -------------------------------------------- | ----------- | ------------------------ | ----------------------------- | --- |
| Proclarush Taonas                            | 1           | Esaurito                 | Terra o pianeta di Ba'al      | Portato sulla Terra per attivare la difesa dei droni in Antartide. Usato per mandare la spedizione di Atlantis nella galassia di Pegaso. Poi o questo o l'originale ZPM esaurito dell'Antartide fu scambiato con lo ZPM di Camulus e poi fu preso da Ba'al.                                                                            |
| Terra (Antartide)                            | 1           | Esaurito                 | Terra o pianeta di Ba'al      | Trovato sulla Terra nell'avamposto degli Antichi per alimentare i Droni del sistema di difesa dell'Antartide. Questo ZPM o quello con cui è stato rimpiazzato è stato scambiato con Camulus e poi preso da Ba'al. |
| Atlantide                                    | 3           | Esauriti                 | Atlantide                     | Tennero attivi gli scudi della città per 10.000 anni. |
| M7G-677                                      | 1           | Quasi esaurito           | M7G-677                       | Alimenta lo scudo elettro-magnetico del pianeta. |
| Dagan                                        | 1           | Carico                   | Sconosciuta                   | Fu trovato da Sheppard e McKay, ma fu poi ripreso dalla Quindicina. |
| Terra (Antico Egitto)                        | 1           | Esaurito                 | Atlantide                     | Scoperto dall'SG1. Mandato ad Atlantide per alimentare lo scudo. Esaurito da McKay per salvare il McKay di una realtà alternativa. |
| Galassia di Pegasus (Pianeta dei Replicanti) | Sconosciuto | Distrutti                | Asuras                        | Soddisfacevano il fabbisogno energetico di Asuras e servivano a mantenere attiva la schermatura planetaria. Le loro "copie di Atlantide" avevano 3 ZPM in dotazione. |
| Atlantide                                    | 3           | 2 Carichi, 1 esaurito    | Atlantide, Terra, Odyssey     | Tre ZPM installati dagli Alterani del vascello Tria insediatisi ad Atlantide. Uno lasciato su Atlantide e scaricato dopo l'attacco dei replicanti, uno installato sulla Terra per attivare lo Stargate verso Atlantide e per alimentare la sedia con i droni in Antartide e uno installato sulla Odyssey per la guerra contro gli Ori. |
| Galassia di Pegasus (Pianeta dei Replicanti) | 1           | Scarico                  | Atlantide                     | Rubato da Sheppard, McKay, Ronon e Weir dal pianeta dei replicanti per rimpiazzare quello scaricato a causa del danneggiamento di Atlantide nell'attacco. |
| Galassia di Pegasus (Pianeta dei Replicanti) | 3           | Distrutti                | Impianto di clonazione Wraith | Recuperati da Todd per alimentare l'impianto di clonazione usato nella guerra contro gli Antichi. |
| Galassia di Pegasus (Pianeta dei Replicanti) | 3 o più     | 1 distrutto e 2 scarichi | Atlantide (2)                 | Recuperati da Todd. Uno usato per potenziare un alveare Wraith, due consegnati da Todd a McKay per alimentare l'hyperdrive di Atlantide. |